# Isola di Jeju
L'isola di Jeju (제주도?, 濟州島?, Jeju-doLR) è la più grande isola della Corea del Sud, interamente compresa nella provincia di Jeju. L'isola si trova nello stretto di Corea a meridione della penisola coreana e a sud della provincia di Jeolla meridionale.
È iscritta nel patrimonio mondiale dell'UNESCO. Generalmente Jeju ha un clima temperato; anche in inverno la temperatura raramente scende al di sotto degli 0°. Inoltre è una famosa meta turistica e una parte considerevole dell'economia dell'isola si basa sul turismo e sulla base navale civile.

## Toponomastica
Storicamente, l'isola è stata chiamata con molti nomi diversi tra cui:
- Doi (도이?, 島?; lett. "Isola barbara")
- Dongyeongju (동영주?, 東瀛 州?)
- Juho (주호?)
- Tammora (탐 모라?, 耽牟羅?)
- Seomna (섭라?, 涉羅?)
- Tangna (탁라?, 乇羅?)
- Tamna (탐라?, 耽羅?)
- Quelpart,[2][3] Quelparte[4] o Quelpaert Island[5]
- Junweonhado (준원 하도?, 준원下島?; lett. "parte meridionale della penisola")
- Taekseungnido (탴승니도?; lett. "la tranquilla isola calda di Joseon")
- Samdado (삼다도?; lett. "isola delle tre abbondanze")[6]

Prima dell'annessione al Giappone nel 1910, l'isola era conosciuta come Quelpart; durante l'occupazione cambiò nome in Saishū. Si pensa che il nome Quelpart derivasse dal nome della prima nave europea a individuare l'isola, l'olandese Quelpaert, che la avvistò dopo essere stata portata fuori rotta mentre si dirigeva alla base commerciale olandese di Nagasaki da Taiwan (allora colonia olandese di Formosa). Il nome "isola di Fungma" apparve nell'Atlante della Cina di Martino Martini, che arrivò in Cina come missionario nel 1655.

## Geografia

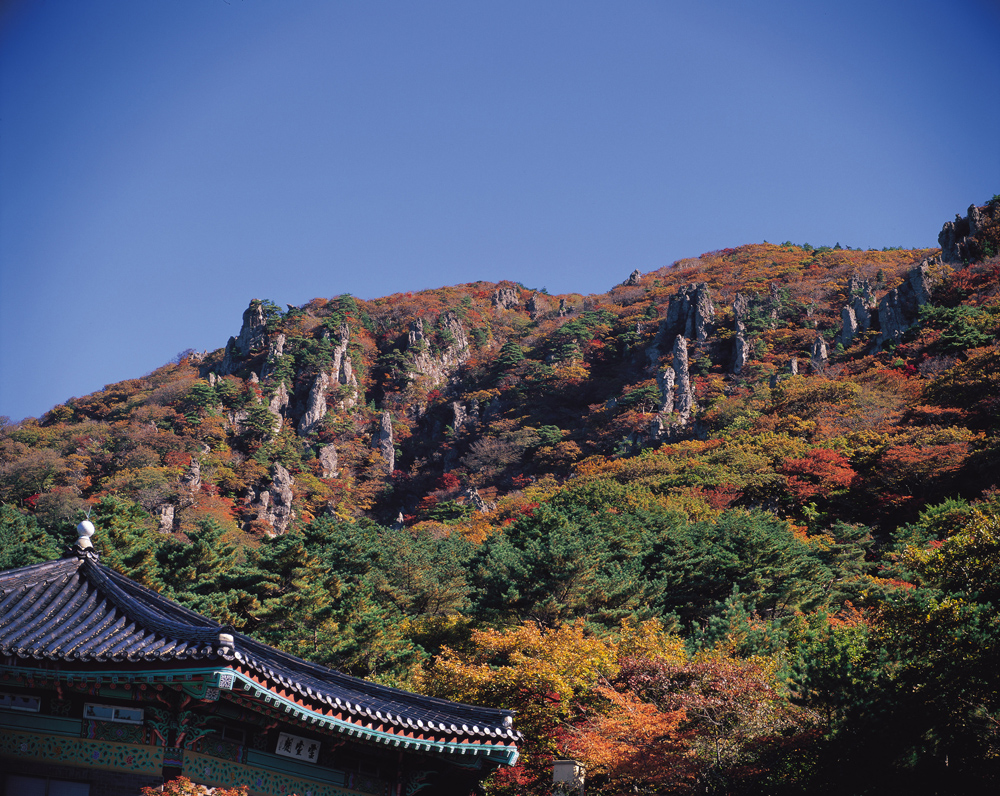
Montagne a Jeju.
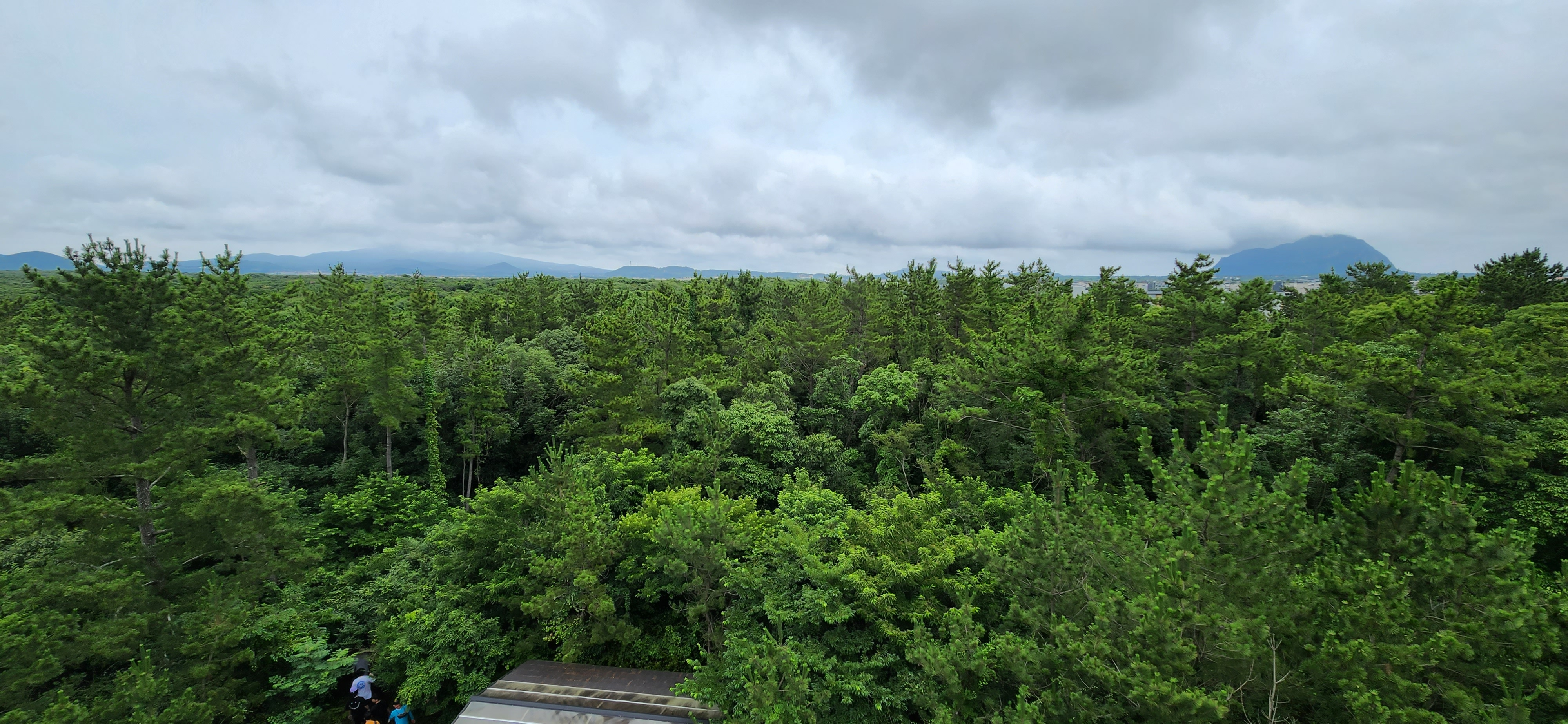
Foresta Gotjawal.
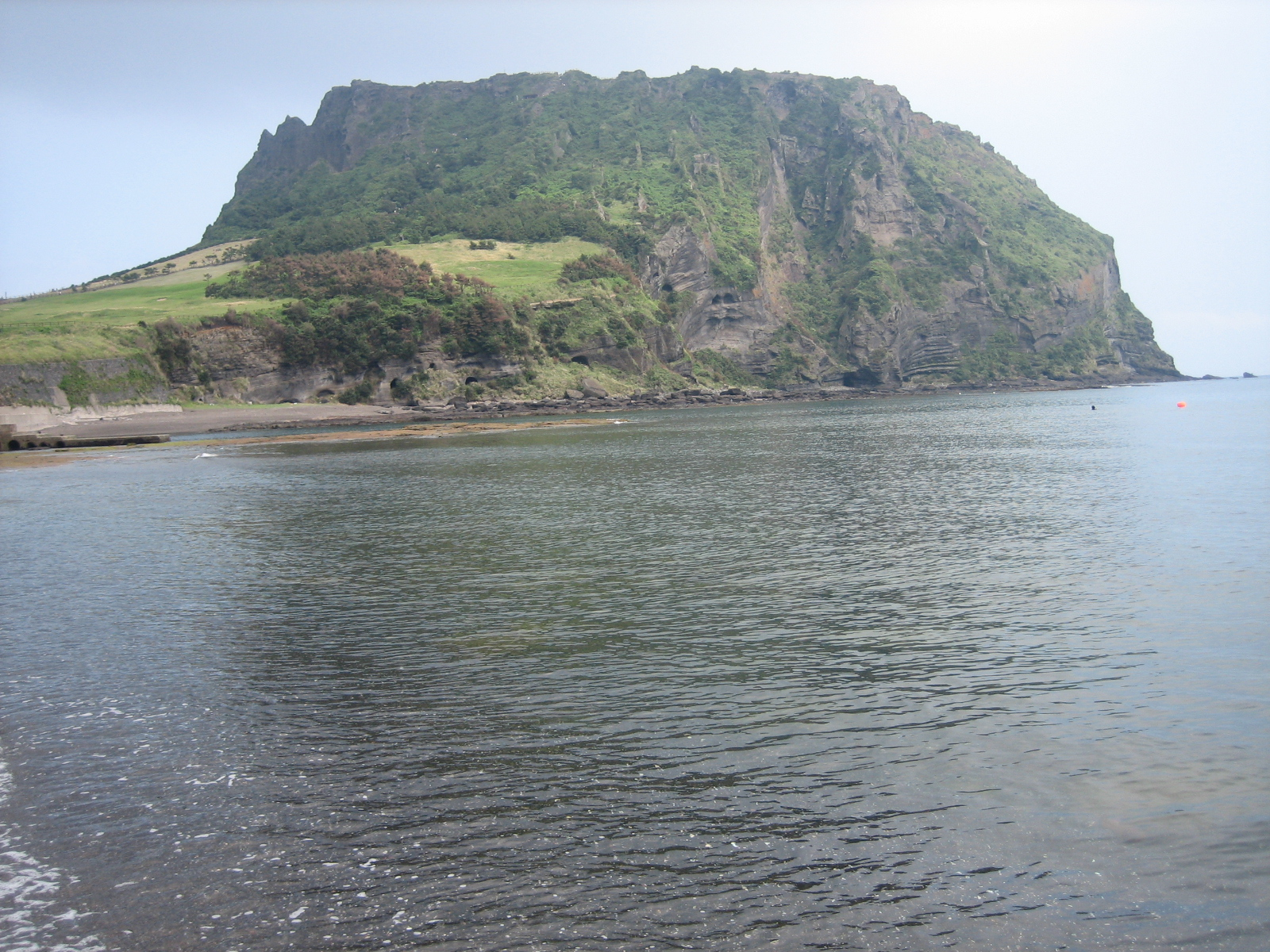
Seongsan Ilchulbong o "Cima del levar del sole".
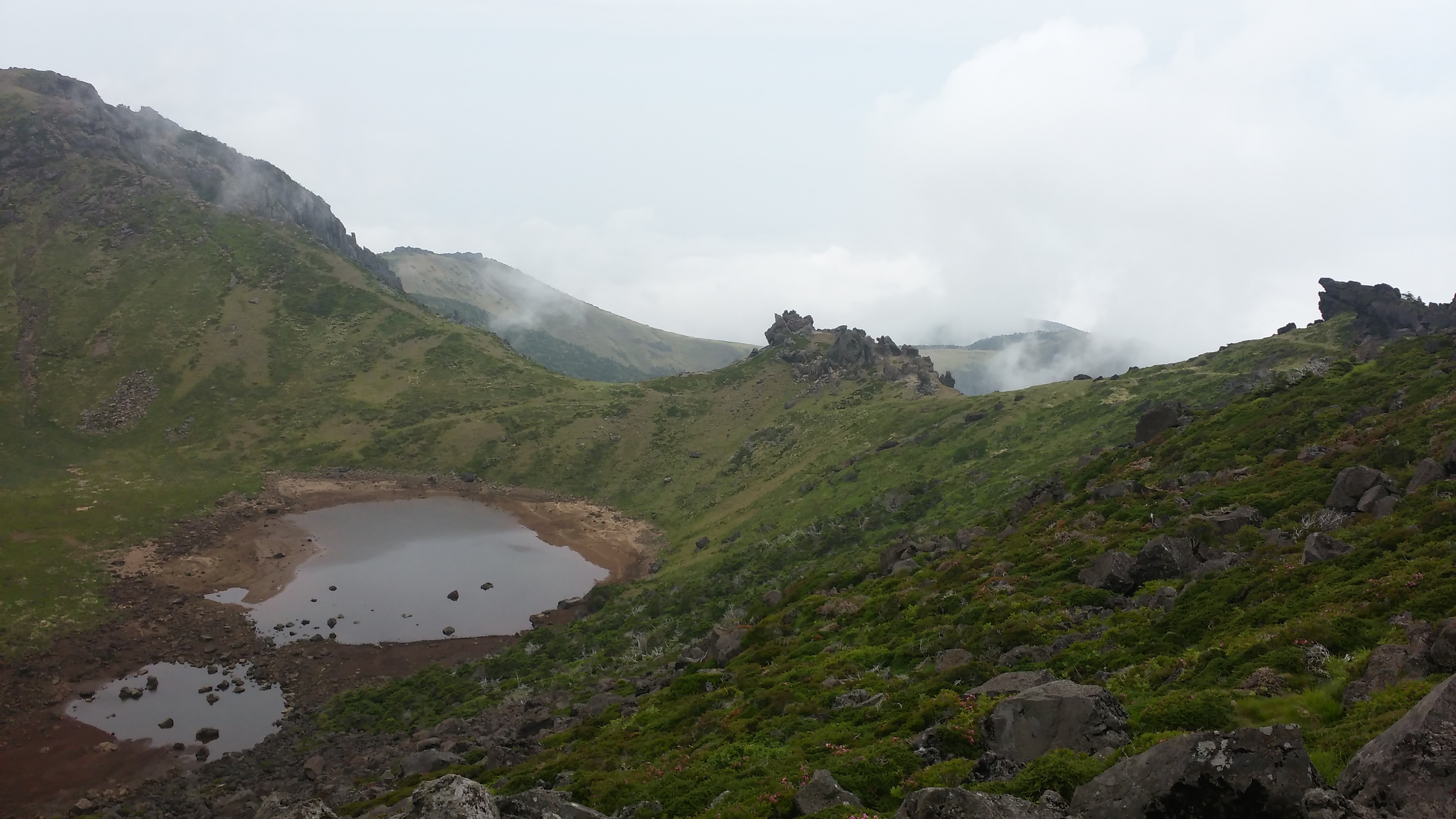
Lago craterico Baengnokdam.

 Jeju è un'isola vulcanica situata 130 chilometri a sud della costa coreana e dominata dal Monte Halla, un vulcano alto 1.950 m, montagna più alta della Corea del Sud. L'isola misura circa 73 chilometri (45 mi) di lunghezza da est a ovest, e 41 chilometri (25 mi) da nord a sud, ed ha una superficie di 1846 chilometri quadri. Altri 360 piccoli vulcani sono sparsi per l'isola. L'attività vulcanica di Jeju iniziò approssimativamente nel Cretacico e proseguì fino all'inizio del Cenozoico, quando l'isola si formò a seguito di eruzioni vulcaniche. Essa è costituita principalmente da basalto e lava. Nell'area circostante il Monte Halla si sono sviluppati circa 40 vulcani secondari, mentre le pendici del monte sono abitate da una grande varietà di animali e piante, tra cui la più grande foresta di abeti coreani (Abies coreana) al mondo. Inoltre, la cima del Monte Halla ospita Baengnokdam, un vasto lago craterico. Jeju è uno dei pochi vulcani a scudo nel mondo che si trova in corrispondenza di un punto caldo su una placca di crosta terrestre stazionaria.
Jeju è scientificamente importante per i suoi tunnel di lava. Questi condotti naturali attraverso cui fluiva il magma sono ad oggi delle grotte vuote, tra le più grandi del mondo. Le grotte offrono l'opportunità di svolgere ricerche scientifiche e sono popolari mete turistiche. Il sito Geomunoreum ha tetti e pavimenti di carbonato multicolore, scure pareti di lava e un'ampia gamma di concrezioni carbonate. Include circa 20 tunnel formatisi da 100.000 a 300.000 anni fa da grandi quantità di lava basaltica eruttata dal vulcano Halla; i più famosi fra questi sono i tunnel di Gimnyeonggul, Manjanggul e Yongcheondonggul. Il Manjanggulm, nel quale si trova una grande varietà di stalattiti e stalagmiti, insieme a un ponte e una cascata formati dalla lava, è il tunnel più grande. Il cono di tufo Seongsan Ilchulbong, simile a una fortezza che si innalza dall'oceano, è un luogo di rilevanza mondiale per gli studi sulle eruzioni di tipo surtseiano; le scogliere sui tre lati che si affacciano sul mare sono state formate dalle onde che erodevano la lava, mentre il lato ovest è collegato all'isola grazie all'accumulo di sabbia e ghiaia.
Vicino alla città di Seogwipo si trovano numerose rocce a forma di colonna. In quest'area sono stati trovati numerosi fossili animali, anche di pesci.
Le isole di Beomseom e Moonseom, al largo delle coste cittadine, sono ben conservate.

Sul Monte Halla si trova la Grotta Pillemot, un sito risalente al paleolitico. Le grotte sono importanti anche per i resti archeologici rinvenuti che proverebbero l'esistenza di uomini che le abitarono durante il paleolitico.

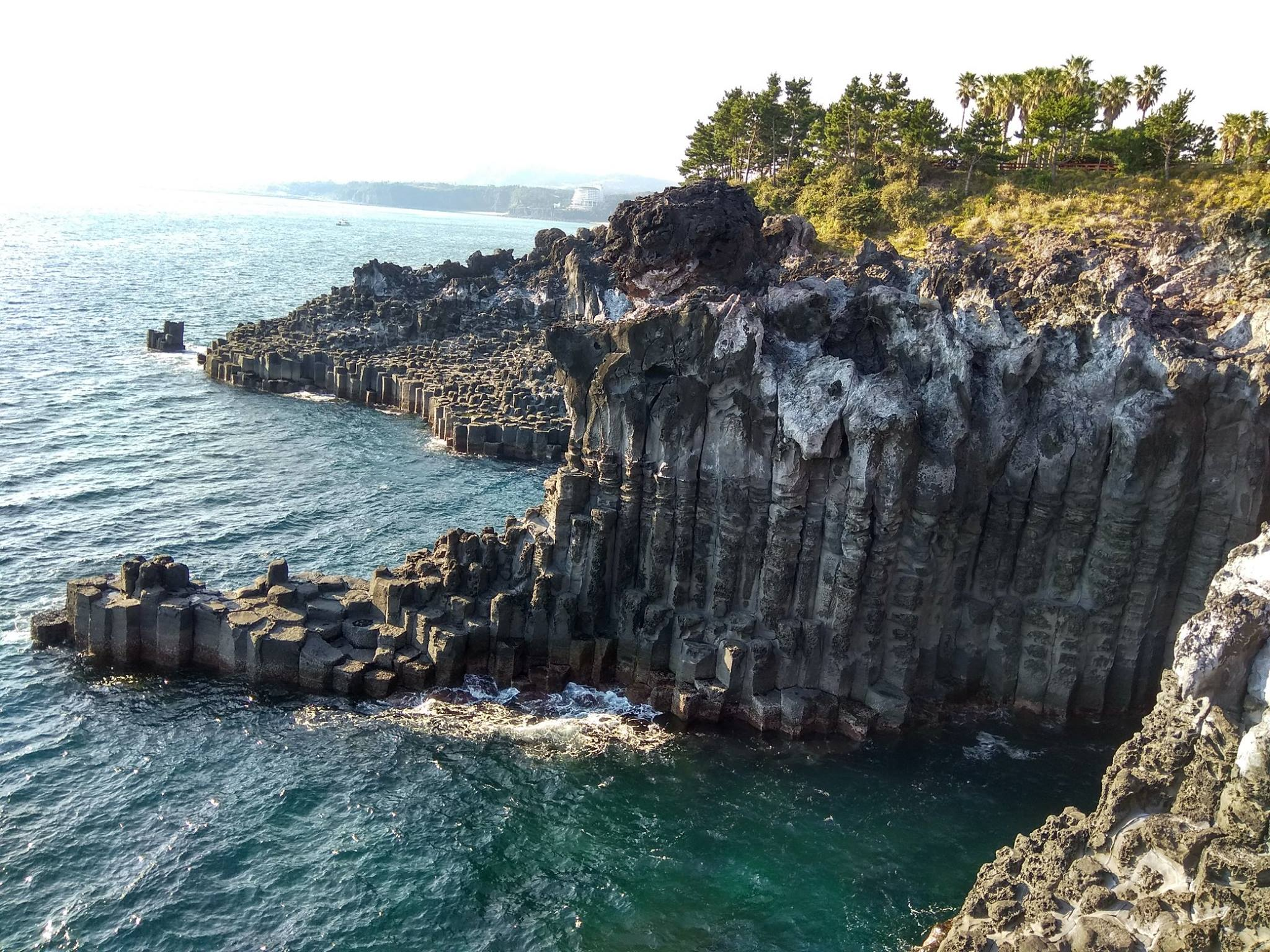
Scogliera di Daepo Jusangjeolli

### Formazione
- Circa 2 milioni di anni fa, l'isola di Jeju si formò attraverso l'attività vulcanica.[11]
- 1,2 milioni di anni fa, una camera di magma si formò sotto il fondo del mare e iniziò a scoppiare.
- Circa 700.000 anni fa, l'isola si era formata attraverso l'attività vulcanica. L'attività vulcanica si è quindi fermata per circa 100.000 anni.
- Circa 300.000 anni fa, l'attività vulcanica è ricominciata lungo la costa.
- Circa 100.000 anni fa, l'attività vulcanica formò il Monte Halla.
- Circa 25.000 anni fa, le eruzioni laterali attorno al Monte Halla lasciarono diversi minerali (piccoli coni "parassiti" sui fianchi del cono primario).
- L'attività vulcanica si è fermata e gli agenti atmosferici prolungati e l'erosione hanno contribuito a modellare l'isola.

### Clima
Jeju ha un clima subtropicale umido. Le quattro stagioni sono distinte; gli inverni sono freschi e asciutti mentre le estati sono calde, umide e talvolta piovose.
A differenza di altri ecosistemi coreani di montagna, quello del Monte Halla è composto da tre differenti zone: subtropicale, temperata e frigida.
Nel gennaio 2016, un'ondata di freddo ha colpito la regione. La neve e il clima gelido hanno costretto la cancellazione di 1.200 voli su Jeju, lasciando a terra circa 90.300 passeggeri.

## Flora e fauna
Un'area che copre circa il 12% (224 km²) di Jeju è conosciuta come foresta Gotjawal. Quest'area rimase incolta fino al XXI secolo, poiché la sua base di lava rendeva difficile lo sviluppo agricolo. Essendo rimasta incontaminata per così tanto tempo, ha un'ecologia unica. La foresta è la principale fonte di acque sotterranee, e quindi la principale fonte d'acqua, per mezzo milione di persone dell'isola, perché l'acqua piovana penetra direttamente nella falda acquifera attraverso le fessure della lava sotto la foresta. La foresta Gotjawal è considerata da alcuni ricercatori una zona umida di rilevanza internazionale ai sensi della Convenzione di Ramsar perché è l'habitat di specie uniche di piante ed è la principale fonte d'acqua per i residenti.
I numerosi animali e piante presenti su Jeju hanno permesso di trasformare l'isola in riserva naturale. La flora del parco è unica, e comprende almeno 1565 specie di piante, la maggior parte delle quali nelle regioni montuose; 33 di esse sono endemiche dell'isola. Metà delle piante coreane crescono spontaneamente sull'isola, mentre altre 200 specie endemiche coreane vi sono state portate. Metà di queste specie rischiano l'estinzione. Le piante polari provenienti dalle zone meridionali durante un glaciazione sopravvivono sulle cime più alte. Anche le piante della foresta subtropicale e delle pianure sottostanti sono a rischio.
Oltre 17 mammiferi, 198 uccelli, 8 anfibi, 8 rettili e 947 insetti sono stati trovati nella riserva naturale. Tra le specie a rischio ci sono il capriolo siberiano ed il gatto leopardo. Dal momento che l'isola era collegata alla penisola coreana 10 000 anni fa, gli animali endemici dell'isola apparvero in quel periodo.